# Landolfo di Suessula
Landolfo di Suessula (fl. IX secolo) è stato un gastaldo di Suessula e Sessa e figlio di Landone I di Capua.

## Biografia
Landolfo di Suessula nacque da Landone I di Capua, quindi cugino di Atenolfo I di Capua e sposò una figlia di Sergio I di Napoli. Landolfo si alleò nell'855 con il Principato di Salerno, Guido I di Spoleto, il Ducato di Napoli e il Ducato di Amalfi, formando una lega anticapuana. Nel maggio dell'859 l'esercito partito da Suessula fu sconfitto dal fratello maggiore Landone II di Capua presso il ponte di Teodemondo sul fiume Volturno. Landolfo ebbe dalla moglie due figli maschi, in particolare il primogenito Landone, il quale nell'887 fece parte di un'ambasceria inviata a Costantinopoli, che probabilmente fu il primo viaggio di un capuano presso la corte imperiale. Nello stesso anno fu sconfitto da Atanasio II di Napoli, mentre era stato posto al comando del castello di Avella da Guaimaro I di Salerno.